# إل كاربيو (قرطبة)
القُصَير (بالإسبانية: El Carpio إل كاربيو)‏، هي إحدى بلديات مقاطعة قرطبة إحدى مقاطعات إسبانيا، و التي تقع في منطقة الأندلس جنوب إسبانيا.
يبلغ عدد سكانها 4.516 نسمة وفقاً لإحصائية سنة (2007).

## أعلام
- خافيير لوبيز مونيوث